# كالوم جونز
كالوم جونز (بالإنجليزية: Callum Jones)‏ هو لاعب كرة قدم بريطاني، ولد في 5 أبريل 2001 في إنجلترا في المملكة المتحدة.

## وصلات خارجية
- كالوم جونز على موقع قاعدة بيانات كرة القدم.إي يو (الإنجليزية)
- كالوم جونز على موقع Soccerbase.com (لاعب) (الإنجليزية)
- كالوم جونز على موقع Soccerway.com (الإنجليزية)